# Матвієнко Володимир Павлович
Володи́мир Па́влович Матвіє́нко (нар. 5 січня 1938, с. Білка, Коростенський район, Житомирська область, Українська РСР, СРСР) — український політик, підприємець, науковець, митець і благодійник. Герой України, професор, Заслужений діяч мистецтв України. Голова НБУ (1991—1992), голова Правління «Промінвестбанку» (до 2008).

## Життєпис
Народився в селянській родині.
У 1959 закінчив Київський фінансово-економічний інститут за спеціальністю «Фінанси і Кредит», у 1967 році — аспірантуру при Київському інституті народного господарства. У 1992 здобув звання професор.
Трудову діяльність розпочав у 1959 кредитним інспектором Жданівського відділення Будбанку СРСР Донецької області.
З 1964 — керуючий Артемівського відділення, заступник керуючого Донецької обласної контори та керуючий Дніпропетровської обласної контори Будбанку СРСР, заступник керуючого Української республіканської контори Будбанку СРСР, з 1982 по 1987 — керуючий цієї контори.
З 1987 по 1991 працював на посаді Голови Правління Українського республіканського банку Промбудбанку СРСР.
У 1991 призначений Головою Правління Національного банку України. Запровадив купони багаторазового використання, які взяли на себе інфляційний удар на початку 90-х років, і завдяки яким Україна уникла гострої кризи готівкових коштів. Був ініціатором створення і впровадження української національної валюти — гривні.
У 1992 році шляхом акціонування Будбанку СРСР створив Український акціонерний комерційний промислово-інвестиційний банк (Промінвестбанк України), ставши його головним акціонером.

## Науковець
Професор Володимир Павлович Матвієнко широко відомий у наукових колах. Дійсний член декількох академій наук, автор книг «Держава і банки», «Автограф на гривні», «Роздуми банкіра», «Промінвестбанк: стратегія відтворення», «Філософсько-економічні погляди», «Желаемое и действительное».

## Митець
Заслужений діяч мистецтв України, член правління Асоціації діячів естрадного мистецтва України. Автор поетичних збірок «Люблю я свою Україну», «На рідних роздолах» та пісенних збірників «Пісне моя зоряна», «Душі моєї хвилювання», «Оберіг пам'яті», а також збірника афористичних висловів «Дотепні слова». Лауреат міжнародних та всеукраїнських музичних фестивалів і конкурсів «Пісенний вернісаж», «Шлягер року», «На хвилях Світязя», «Українська родина», «Дитячий пісенний вернісаж», «Азовські вітрила», «Ялтинське літо», «Веселі канікули осені» та ін.
Пісні Володимира Матвієнка стали відомими та популярними, постійно лунають на хвилях радіо і по телебаченню. У 2004 р. В. П. Матвієнка нагороджено Почесною відзнакою Міністерства культури і мистецтв України «За досягнення в розвитку культури і мистецтв». Співпрацює з композиторами Євгеном Пухлянком, Володимиром Оберенком.

## Благодійник
Володимир Матвієнко — відомий в Україні та за її межами меценат, підтримує мистецтво, культуру, освіту.

## Книги
- «Держава і банки»,
- «Автограф на гривні»,
- «Роздуми банкіра»,
- «Промінвестбанк: стратегія відтворення»,
- «Філософсько-економічні погляди»,
- «Желаемое и действительное»
- В серці маю Україну: пісні та романси. — Київ: Музична Україна, 2008. — 336 с.
- Дотепні слова. — 2 вид., доп., проілюстроване. — Київ: Наукова думка, 2005. — 416 с.

## Відзнаки
- Звання Герой України з врученням ордена Держави (20 жовтня 2004) — за визначні особисті заслуги перед Українською державою у розвитку банківської системи, багаторічну самовіддану працю і громадську діяльність[2]
- Орден князя Ярослава Мудрого IV ст. (30 серпня 2002) — за вагомий особистий внесок у зміцнення фінансово банківської системи України, високий професіоналізм[3]
- Орден князя Ярослава Мудрого V ст. (25 грудня 1997) — за визначні особисті заслуги перед Українською державою у розвитку банківської системи України, активне сприяння залученню інвестицій в національну економіку[4]
- Почесна відзнака Президента України (22 серпня 1996) — за визначні досягнення у праці, що сприяють економічному, науково-технічному і соціально-культурному розвиткові України, зміцненню її державності і міжнародного авторитету, та з нагоди п'ятої річниці незалежності України[5]
- Орден Дружби народів (1986), медаль «За доблесну працю. В ознаменування 100-річчя з дня народження Володимира Ілліча Леніна» (1970), медаль «В пам'ять 1500-річчя Києва» (1982)
- Заслужений діяч мистецтв України (21 серпня 1999) — за самовіддану працю, визначні особисті заслуги в державному будівництві, соціально-економічному, науково-технічному і культурному розвитку України та з нагоди 8-ї річниці незалежності України[6]
- Почесна грамота Верховної Ради України (2003 р.), Почесна грамота Кабінету Міністрів України (2004 р.), Почесна грамота Президії Верховної Ради УРСР (1988 р.).
- Лауреат міжнародних премій «Дружба» та «Слов'яни», неодноразовий переможець Міжнародного відкритого Рейтингу популярності та якості «Золота Фортуна», володар премії «Прометей Престиж» IV загальнонаціональної програми «Людина року-99» у номінації «Фінансист року».
- Згідно з офіційним свідоцтвом Кримської астрофізичної обсерваторії малій планеті, відкритій і зареєстрованій у Міжнародному каталозі під номером 6622, присвоєно ім'я МАТВІЄНКО.

## Галерея

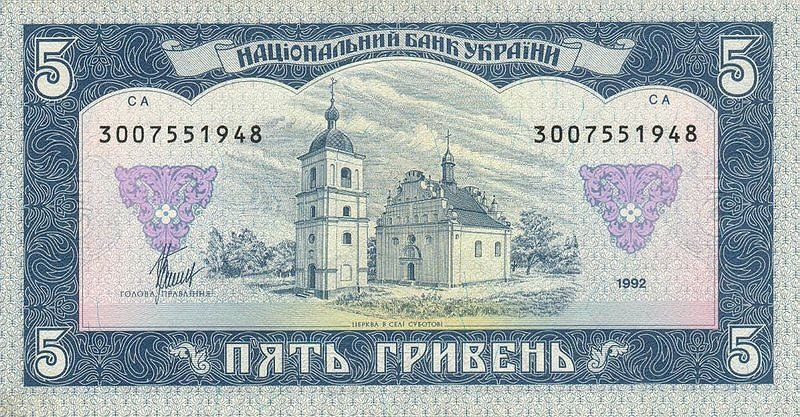
Реверс банкноти номіналом 5 гривень (1992) з підписом В. Матвієнка